# Eva Jeníčková
Eva Jeníčková (auch Ava Jansen; * 5. August 1964 in Prag, Tschechoslowakei) ist eine tschechisch-US-amerikanische Filmschauspielerin und Tänzerin.

## Leben
Jeníčková wurde 1964 in Prag geboren.
Im Alter von 15 Jahren war sie bereits in dem Film Die Drei vom Meer zu sehen. Als Absolventin der Theaterfakultät der Akademie der Musischen Künste trat sie bereits wenig später auch als Tänzerin auf. Im Jahr 1989 ging sie mit einem Fulbright-Programm in die Vereinigten Staaten und arbeitete dann zwei Jahre lang in Hamburg. Sie lebt derzeit in den USA, wo sie auch als Filmschauspielerin tätig ist. Eva Jeníčková war mit dem Filmregisseur Viktor Tauš verheiratet, das Paar ließ sich später jedoch scheiden.

## Filmografie
- 1979: Die Drei vom Meer (Tři od moře)
- 1983: Schneeglöckchen und Alleskönner (Sněženky a machři)
- 1985: Der Zauberrabe Rumburak (Rumburak)
- 1985: Wie Poeten ihre Illusion verlieren (Jak básníci přicházejí o iluze)
- 1986: Gutes Licht (Dobré světlo)
- 1988: Wie Poeten das Leben genießen (Jak básníkům chutná život)
- 1989: Geschlossener Kreis (Uzavřený okruh)
- 1999: Der Mondmann (Man on the Moon)
- 2001: Protokoll eines Sexsüchtigen (Diary of a Sex Addict)